# شوت كت
شوت كت (بالإنجليزية: Shotcut)‏ هو تطبيق حُرّ ومفتوح المصدر لتحرير الفيديو عبر الأنظمة الأساسية لـفري بي ‌إس ‌دي، لينكس، ماك أو إس ومايكروسوفت ويندوز. بدأ برنامج شوت كت في عام 2011.

## وصلات خارجية
- الموقع الرسمي
- صفحة برنامج شوت كت  على أوبن هب